# 康华光
康华光（1925年—），男，湖南衡山人，中国生物医学工程专家，曾任华中工学院教授、博士生导师。